# 福尔塞勒圣戈尔贡
福尔塞勒圣戈尔贡（法語：Forcelles-Saint-Gorgon，法語發音：[fɔʁsɛl sɛ̃ ɡɔʁɡɔ̃]）是法国默尔特-摩泽尔省的一个市镇，位于该省南部，属于南锡区。

## 地理
福尔塞勒圣戈尔贡（48°27'23"N, 6°6'5"E）面积5.36 平方千米，位于法国大東部大區默尔特-摩泽尔省，该省份为法国东北部内陆省份，是洛林的一部分，北邻比利时、卢森堡，北起顺时针与摩泽尔省、下莱茵省、孚日省和默兹省接壤。
与福尔塞勒圣戈尔贡接壤的市镇（或旧市镇、城区）包括：沙乌耶、普赖、克维永库尔、唐通维尔、弗龙库尔。

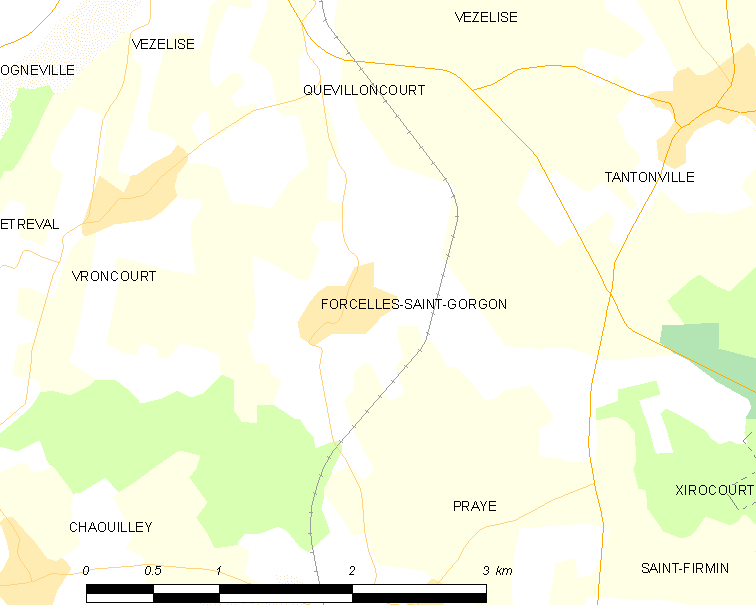
福尔塞勒圣戈尔贡的OSM定位图

福尔塞勒圣戈尔贡的时区为UTC+01:00、UTC+02:00（夏令时）。

## 行政
福尔塞勒圣戈尔贡的邮政编码为54330，INSEE市镇编码为54203。

## 政治
福尔塞勒圣戈尔贡所属的省级选区为梅讷欧桑图瓦县。

## 人口

1962-2008年间福尔塞勒圣戈尔贡人口变化图示

福尔塞勒圣戈尔贡于2022年1月1日时的人口数量为159人。